# Amperakabinet II
Het Amperakabinet II (Indonesisch: Kabinet Ampera II), officieel het Verbeterde Amperakabinet (Kabinet Ampera Yang Disempurnakan), was een Indonesisch kabinet dat regeerde in de jaren 1967-1968. Het was het eerste kabinet samengesteld door de toenmalig waarnemend president Soeharto.

## Achtergrond
Op 12 maart 1967 was Soekarno afgezet als president op basis van besluit XXXIII van het jaar 1967 van het Tijdelijke Raadgevend Volkscongres (MPRS). In hetzelfde besluit was vastgelegd dat luitenant-generaal Soeharto waarnemend president zou zijn totdat er een president gekozen kon worden door een via verkiezingen gekozen Raadgevend Volkscongres (MPR). Direct volgend op het besluit was Soeharto waarnemend president en had hij als zodanig de leiding over het Amperakabinet I. Enkele maanden later besloot hij tot het doorvoeren van enkele wijzigingen, en daarmee de samenstelling van het Kabinet Ampera II.
Er waren twee belangrijke verschillen in het tweede Amperakabinet ten opzichte van het voorgaande Kabinet Ampera I. Er was geen presidium meer met 'hoofdministers' (menteri utama). Er waren dus alleen maar 'gewone' ministers, met daarboven als enige president Soeharto. Daarnaast waren de commandanten van de verschillende krijgsmachtonderdelen niet langer minister. In de geleide democratie van Soekarno, vanaf het Kabinet Kerja I, hadden de hoogste officieren van landmacht, luchtmacht, marine en politie een dubbelrol als minister. In het Kabinet Ampera II was dit dus afgeschaft en viel de krijgsmacht onder de ministers van defensie en veiligheid (in dit geval ook Soeharto).
Het Amperakabinet II werd in juni 1968 vervangen door het Ontwikkelingskabinet I (Kabinet Pembangunan I), nadat waarnemend president Soeharto door de MPRS als definitief president was aangewezen (ondanks dat er nog geen verkiezingen waren gehouden).

## Samenstelling

### Waarnemend president
| Waarnemend President | Waarnemend President |
| -------------------- | -------------------- |
| Soeharto             |                      |

### Ministers
| Nr. | Ministerspost                                            | Minister | Minister                   | Partij   |
| --- | -------------------------------------------------------- | -------- | -------------------------- | -------- |
| 1   | Minister van Staat voor Economie, Financiën en Industrie |          | Hamengkoeboewono IX        |          |
| 2   | Minister van Staat voor Volkswelvaart                    |          | Idham Chalid               | NU       |
| 3   | Minister van Defensie en Veiligheid                      |          | Soeharto                   |          |
| 4   | Minister van Buitenlandse Zaken                          |          | Adam Malik                 | Murba    |
| 5   | Minister van Binnenlandse Zaken                          |          | Basuki Rahmat              |          |
| 6   | Minister van Justitie                                    |          | Oemar Seno Adji            |          |
| 7   | Minister van Informatie                                  |          | B.M. Diah                  |          |
| 8   | Minister van Onderwijs en Cultuur                        |          | Sanusi Hardjadinata        |          |
| 9   | Minister van Godsdienst                                  |          | Muhammad Dahlan            | NU       |
| 10  | Minister van Gezondheid                                  |          | G.A. Siwabessy             |          |
| 11  | Minister van Arbeid                                      |          | Awaluddin Djamin           |          |
| 12  | Minister van Sociale Zaken                               |          | Albert Mangaratua Tambunan | Parkindo |
| 13  | Minister van Financiën                                   |          | Frans Seda                 | PK       |
| 14  | Minister van Handel                                      |          | Muhammad Jusuf             |          |
| 15  | Minister van Landbouw                                    |          | Sutjipto                   |          |
| 16  | Minister van Tuinbouw                                    |          | Thoyib Hadiwidjaja         |          |
| 17  | Minister van Transport                                   |          | Sutopo                     |          |
| 18  | Minister van Maritieme Zaken                             |          | Jatidjan                   |          |
| 19  | Minister van Openbare Werken                             |          | Soetami                    |          |
| 20  | Minister van Basis- en Kleine Industrie en Energie       |          | Ashari Danudirdjo          |          |
| 21  | Minister van Textielindustrie en Ambacht                 |          | Muhammad Sanusi            |          |
| 22  | Minister van Mijnbouw                                    |          | Soemantri Brodjonegoro     |          |
| 23  | Minister van Transmigratie, Veteranen en Demobilisering  |          | M. Sarbini                 |          |